# Digitaria radicosa
Digitaria radicosa är en gräsart som först beskrevs av Miq, och fick sitt nu gällande namn av Friedrich Anton Wilhelm Miquel. Digitaria radicosa ingår i släktet fingerhirser, och familjen gräs. Inga underarter finns listade i Catalogue of Life.